# Alchemilla mukuluensis
Alchemilla mukuluensis é uma espécie de rosácea do gênero Alchemilla, pertencente à família Rosaceae.